# Mândrești (Vlădeni), Botoșani
Mândrești este un sat în comuna Vlădeni din județul Botoșani, Moldova, România.
- Vlădeni la 4 km sud,
- Călinești la 2.5 km nord,
- Huțani la 3 km sud-vest,
- Hrișcani la 2.5 km est.

## Etimologie
Numele satului provine de la boierul Mândru Jumătate sau altă sursă menționează că această moșie era la un moment dat călugărească, iar cel care administra bunurile era călugărul Mândru.
Vechea vatră a satului era pe malul râului Siret unde s-ar mai afla rămășițele unei vechi biserici din lemn ctitorite de Anania și Zamfira. Din cauza revărsării apelor și a incursiunilor armatelor tătare și turcești care se deplasau pe drumul dinspre Hârlău spre Dorohoi, în jurul anului 1800 satul s-a mutat 2-3 km spre nord-est, pe locul actual. Vechea vatră are denumirea populară de „Siliște” sau „Săliște” .

## Istoric
Vechimea satului Mândrești pare să coboare către perioada întemeierii statului moldav, acolo existând o curte aparținând unui conducător local, al cărui nume, de origine maghiară, ne poate duce cu gândul că a fost unul dintre însoțitorii lui Dragoș sau, mai târziu, al lui Bogdan, descălecătorii Țării Moldovei.
Prima atestare apare în 7 iulie 1430, când în fața lui Alexandru cel Bun vin fiii lui Ioan Jumătate pentru a-și împărți moștenirile rămase de la părintele lor, iar cel ce va intra în posesia bunurilor din ținutul Mândrești-ului și a Vlădeni-ului, va fi Mândru / Mândrea / Mândrescu Jumătate.
- Între timp, nu știm din care motiv, Ștefan al II-lea voievod, fiul lui Alexandru cel Bun, îl miluia, la 14 aprilie 1435, pe pan Petru Hudici vornic, pentru slujbă credincioasă, dându-i „curtea lui Mândrea, pe Siret și cu pricuturile sale”, ceea ce înseamnă că aceste proprietăți fuseseră pierdute de către urmașii lui Ioan Jumătate (Jometate).

- În ziua de 17 martie 1492, satul revine în posesia familiei Jumătate, când Ștefan cel Mare semnează la Suceava în două documente și în care se menționează: „Și s-au cuvenit Mărincăi, fiica lui Mândrea și nepoților ei de frate, Silea și surorii lui, Donea, în partea lor, satul anume Mândreștii, pe Siret, unde au fost Balinții”[3], „...iar hotarul acelui sat a Mândreștilor pre Siret, dela Vlădeni, spre o movilă mică-piste muche, pi diasupra unii fântâni, în codru pân la Hrițcani*...”[4].

*Hrițcani-ul menționat face referire la Hrișcani-ul de astăzi, sat ce se regăsea și sub numele de Grișcanii.
Mai există documente din perioada secolelor XV-XVI ce se consideră a fi falsificate, pentru a induce în eroare cine a fost proprietar de drept a pământurilor (mănăstirea Sucevița fiind unul dintre pretendenți).  - a se vedea nota de subsol pentru detalii.
Moșieri: În perioada medievală, îi avem ca proprietari și presupuși proprietari pe familia Jumătate, Petru Hudici (bunicul logofătului Ion Movilă), familia Movilă, mănăstirea Sucevița.
După încorporarea Bucovinei în Imperiul Habsburgic (1774) și după reîmpărțirea tertorial administrativă, ținutul satului Mândrești apare ca fiind în posesia marelui vistiernic Iordache Balș. La începutul secolului al XIX-lea, domeniul Balș era format din satele: Dumbrăveni, Mândrești, Hrișcani, Vlădeni, Brehuiești, Corni, Sarafinești. În 1816 satul Mândrești ajunge conform testamentului din 21 martie 1809, în stăpânirea lui Alecu Balș, fiul vistiernicului.
Până la prima reformă agrară din 1864, satele menționate mai sus, au rămas în mare parte, în posesia familie Balș, apoi prin căsătorii și moșteniri ajunge la familia Ghica, pentru ca în perioada anilor 1903-1908, terenurile să fie arendate lui Samoil Costiner. Ulterior, moșia Mândrești a fost vândută lui Neculai Aritonovici - moșier din Șcheia-Suceava, din posesia căruia s-au expropriat 500 de hectare odată cu reforma agrară din anul 1921, el rămânând cu 293 ha teren. Vechil al moșiei pe perioada posesiei lui Aritonovici a fost Vasile Aconstantinesei.     
În zonă, familia Ghica prin Anastasia Ghica deținea 303 ha teren la Huțani, 618 ha pădure, iar Leon Ghica avea o moară pe apă. Exploatatorul pădurii era Spodheim Leon.     
În istoria recentă (chiar și în prezent), zonele agricole din jurul satului Mândrești și-au însușit următoarele toponime:      
- Bulboci
- Coasta morii
- Coșări / Coșare
- Cotul popii
- Drumul Bucecii
- Florea
- Fundoaie
- Gavan/ Găvan
- Izitură
- Lungu vântului
- „Nică Iacob” sau „După Deal”
- Pârloagă / Pârloage
- Pe Deal
- Săliște
- Sărături
- Scurtătură
- Șes/ Șes armenesc
- Spini
- Stejări/ Stejari
- „Toader Rusu”
- Ugurtură

## Biserica și viața religioasă
Biserica a avut de la începuturi hramul „Cuvioasa Parascheva”, păstrându-se astfel denumirea de-a lungul veacurilor și până în prezent. Din unele date ce se găsesc în arhivele parohiei, prima biserică de lemn a fost construită în jurul anului 1785, dar nu se precizează locația exactă. Este posibil ca sătenii să fi construit în anul 1806 altă biserică tot din lemn, în noua vatră a satului. 
În anul 1900 a început construcția unei noi biserici din cărămidă și fundație de piatră cu cheltuiala preotului Anania Teodorescu, care a fost sfințită în anul 1901 (pe locul bisericii din lemn de la 1806). 
Pe clopotul mare găsim imprimată această inscripție: „Cu sunetul tău roagă pe Dumnezeu ca să răspândească grindina, trăsnetul și furtuna. Dăruit de preotul Andronic Cosmovici din cătunul Cervicești, în anul mântuirii 1900. Stăruitor Gheorghe Hercui - telegrafist - București.” 
Pe clopotul mic se găsesc următoarele inscripții: „J.27.M.C. HIEIA- OCTERI.DIIA.1728”.
- În anul 1991 preotul Pețenchea Theodor, împreună cu obștea satului a început construcția unei noi biserici, construită în formă de navă, cu turlă pe naos și clopotniță pe pridvor.
- Din vechea biserică s-a păstrat doar zidul de răsărit, de la Sfântul Altar. Din anul 1994, lucrările au fost continuate și finalizate de către actualul paroh, preotul Mihai Ovidiu Anastasiei.
- Între anii 1998-2003, s-a pictat biserica în tehnica fresco de către pictorul Gheorghe Drăgoi, ajutat ce ucenicul său Constantin Diaconescu.
- În perioada 2003-2014, s-a realizat catapeteasmă din stejar sculptat, executată de domnul Ovidiu Țucă, s-au pictat icoanele din catapeteasmă de domnul Constantin Diaconescu, s-a dotat biserica cu încălzire centrală, s-au confecționat stranele pentru credincioși și s-au achiziționat toate cele necesare sfintelor slujbe[9].
- Ultima sfințire a lăcașului a fost în anul 13 Septembrie 2014.

Lista reconstituită și cu aproximație a preoților ce au slujit la această parohie:         
- Lazăr (c. 1642), Toader (c. 1751), Ioniță și Grigoraș (c. 1774), Dumitru și Costache (c. 1820), Manolache, Iordache, Ioan, Dumitru - majoritatea dintre acești preoți avea ca nume de familie Popovici și se crede ca erau rude, poate chiar tați și fii[10].

Au urmat preoții:         
- Todirică Dimitriu (c. 1847-1876),
- Teodorescu Anania (născut la 8 februarie 1858, absolvent al Seminarului inferior - 4 clase, transferat de la parohia Sf. Nicolae din Hrișcani și numit paroh începând cu 20 martie 1883[11]; activ și în anul 1914[12]),
- Grigoraș I. (c. 1922-1930),
- Chihaia Mihai (c. 1941),
- Gontineac Mihai,
- Mihalcea Gheorghe,
- Popovici Octavian,
- Dăscălescu Vasile,
- Grigorași Gheorghe (1977-1988, transferat la parohia Vlădeni 1988-1992, transferat la parohia „Întâmpinarea Domnului” Roset din orașul Botoșani unde a fost paroh din anul 1992 până în data de 01.09.2025),
- Pețenchea Toader (01.06.1989 – 31.03.1994, transferat apoi preot la capela Penitenciarului Botoșani în perioada 01.04.1994 – 31.10.2006, preot paroh la Parohia ”Înălțarea Domnului” Botoșani din 01.11.2006),
- Anastasiei Mihai-Ovidiu (paroh din anul 1994 până în prezent).

1. ↑  Cultul Ortodox din Județul Botoșani 1906. Tipografia B. Seidmann Botoșani. 1906. p. 10.
2. ↑  Cultul Ortodox din județul Botoșani 1906. Tipografia B. Seidmann Botoșani. 1906. p. 10.
3. ↑  Prof. dr. Daniel Botezatu. „Istorii vechi din Botoșani – Sate din ocol ajunse proprietate particulară – Brehuești și Mândrești..”. Monitorul de Botoșani. Accesat în 21,11,2024. Verificați datele pentru: |access-date= (ajutor)
4. ↑  Ignat, Mircea (1979), „Cercetări arheologice privind cultura dacilor din nordul Moldovei în sec. II — III e.n. Raport preliminar”, Materiale și cercetări arheologice, 13 (1), pp. 159–160, doi:10.3406/mcarh.1979.1456, ISSN 0076-5147, accesat în 15 iulie 2024
5. ↑  Cultul ortodox din județul Botosani 1906. Tipografia B. Seinmann Botoșani. 1906. p. 10.
6. ↑  Canciuc, Ioan (2022). Protopopiatul Botoșani – Contribuții monografice asupra așezărilor, bisericii și învățământului, vol. I și II. Editura Doxologia, Iași, 2021. p. 443.
7. ↑  Prof. dr. Daniel Botezatu:
•	La 6 ianuarie 1583, când domn al Țării Moldovei era Petru Șchiopul, în fața acestuia vin Gheorghe Movilă, episcopul Rădăuților, împreună cu frații și surorile sale, anume Toader, Eremia, Simion (ultimii doi vor fi, la rându-le, domni, n. ns.), Scheauca și Greaca, copiii lui „Moghilă mare logofăt”. Cu toții, îi arată domnului „că satul Mândrești, care este pe Siret, le-a fost lor dreaptă ocină și dedină, de la întemeierea țării”, dar uricele pe care le avuseseră  de la domnii de dinainte au fost pierdute când au prădat turcii Moldova. Ei arată că inclusiv uricul strămoșului lor, Petre Hudici, pentru satul Mândrești, de la Ștefan voievod cel Bătrân fusese pierdut „când au venit turcii la Pârâul Alb asupra lui Ștefan voevod”. Acest Petru Hudici era bunicul marelui logofăt Ion Movilă și străbunic al copiilor acestuia. Familia Movileștilor nu dorește să i se întoarcă satul, ci îl face danie ctitoriei sale, mănăstirii Sucevița. 
•	Dania este reconfirmată de către domn la 1 august 1583. La un moment dat, satul va fi revendicat de către cronicarul Grigore Ureche și neamurile sale. Astfel, la 30 iunie 1637, „Gligorașco Ureche mare spătar, și cu cneaghina comisoae Voruntăreasă” și cu alte rubedenii îi pârăsc pe călugării Suceviței, că ar stăpâni fără temei satul Mândrești, pe Siret, la ținutul Sucevei. La rândul lor, călugării arată că satul le este dreaptă danie și miluire de la Petru Șchiopul, arătând și uricul de la acesta, prin care episcopul de Rădăuți, Gheorghe Movilă, renunță de bunăvoie la moștenire în favoarea mănăstirii Sucevița. 
•	Analizând și uricele arătate de Grigore Ureche și rudele sale, domnul arată că acestea au fost făcute „cu înșelăciune și nedrept” și decide ca satul să rămână al mănăstirii. „Istorii vechi din Botoșani – Sate din ocol ajunse proprietate particulară – Brehuești și Mândrești”. Monitorul de Botoșani. horizontal tab character în |autor= la poziția 29 (ajutor); Verificați datele pentru: |access-date= (ajutor);
8. ↑  Cultul Ortodox din județul Botoșani 1906. Tipografia B. Seidmann Botoșani. 1906. p. 10.
9. ↑  „Istoricul Parohiei Mândrești”. Parohia Mândrești. 14 ianuarie 2013. Accesat în 18 august 2024.
10. ↑  Cultul Ortodox din județul Botoșani 1906. Tipografia B. Seinmann Botoșani. 1906. p. 10.
11. ↑  Administrațiunea Cassei Bisericii, București (1909). Anuar 1909. Tipografia Cărților Bisericești. p. 329.
12. ↑  Monitorul Oficial. „Monitorul Oficial, februarie 1914 (nr. 243-267)”.